# Misteriozni znakovi
Misteriozni znakovi (eng. Signs) je američki ZF triler iz 2002. godine u kojem glavne uloge tumače Mel Gibson i Joaquin Phoenix. 
Film je režirao M. Night Shyamalan, poznat po filmovima Šesto čulo i Neslomljivi. Shyamalan je ujedno i autor scenarija, te se pojavljuje u cameo ulozi kao Ray Reddy, veterinar koji je skrivio prometnu nesreću u kojoj je poginula supruga glavnog lika Grahama Hessa, kojeg glumi Mel Gibson.

## Radnja
Radnja filma se većinom odvija na imanju obitelji Hess u Pennsylvaniji, gdje bivši svećenik Graham Hess živi sa sinom Morganom, kćeri Bo i mlađim bratom Merrillom. Graham je napustio crkvu nakon što mu je supruga poginula u prometnoj nesreći koju je izazvao mjesni veterinar Ray Reddy i sad živi s bratom i djecom u osamljenoj kući okruženoj velikim poljima kukuruza. Jednog dana tajanstveni krug pojavljuje se na jednom od njegovih polja i on prvo pomisli da se radi o neslanoj šali od strane ljudi koji bi mogli imati nešto protiv njega. No, nakon nekoliko dana slični krugovi počinju se pojavljivati u usjevima diljem svijeta. Dok neki ljudi misle da je to dokaz izvanzemaljskog života, drugi su uvjereni da se radi o prijevari koju su kreirali ljudi željni senzacije. Međutim, cijeli slučaj postaje sve ozbiljniji kad se tajanstvena svjetla pojavljuju na nebu iznad Meksika, a uskoro nakon toga na televizijskim vijestima je objavljena amaterska snimka dječje rođendanske zabave na kojoj se jasno vidi izvanzemaljac.